# 归因理论
歸因理論（英語：Attribution theory），社会心理學的理論之一。歸因是指觀察者從他人的行為推論出行為原因、因果關係。歸因理論是研究人們如何做出歸因，以及為何在某情況做出某種歸因，在另一情況做出另種歸因的理論。歸因理論的假設是建立在個人隨時向重建認知平衡的慾望之上。主張當人們發生言行脫序狀況時，會主動運用存在腦中的認知為自己提出原因，或為別人找理由。
第一個提出歸因理論者是德國社會心理學家弗里茨·海德，接著是美国心理學家哈羅德·凱利的“共變模式”（或稱「三維歸因理論」），對海德的理論提出更深入的解釋。此後還有許多專家對歸因理論有所貢獻。
歸因理論可分為下列兩種：
- 情境歸因（Situational Attribution）：外因，將行為發生解釋為情境（環境）因素使然者
- 性格歸因（dispositional attribution）：內因，指個體將行為之發生解釋為自己性格使然

## 背景
格式塔心理學家弗里茨·海德經常被描述為20世紀初的“歸因理論之父”，重視對人知覺的研究。在海德看來，行為的原因或者在於環境或者在於個人。如果在於環境，則行動者對其行為不負責任；如果在於個人，則行動者就要對其行為結果負責。海德關於環境與個人、外因與內因的歸因理論成為後來歸因研究的基礎。他認為，對人知覺在人際交往上的作用就在於使觀察者能預測和控制他人的行為。
在20世紀20年代的論文中，海德解決了現象學的問題：為什麼人在感受到屬性時將之歸因於感受之對象，而其實这些屬性是精神構造出來的（例如：紅色光照在白紙上，我們直覺地以為是一張紅色的紙）。 海德認為，人們將“直接”感知的屬性歸因於他們能解釋這些有意義的數據的對象。
他將這個想法擴展到關於人的歸因：“動機，意圖，情感......表現為公開行為的核心過程”

## 歸因的種類
1. 单线索归因 (依據一次觀察就做出歸因)
2. 多线索归因 (能夠在多次觀察同類行為或事件的情況下的歸因)

## 共變模式（三維歸因理論）
在弗里茨·海德 (1958) 提出歸因理論後不久，心理學家哈罗德·凯利 (1967, 1973) 提出了一套理論來解釋，什麼時候人會傾向採內向歸因，什麼時候傾向採外向歸因；這套理論稱為「共變模式」（英語：covariation model）。與Heider一樣，Kelley認為人在做歸因的過程中，會蒐集各種個人與情境的資訊來輔助判斷，並比較判斷他人的行為如何隨著時間、地點、自身角色、參與者、其他情境因素而「一起改變」（英語：covariate）。此際有三種重要的資訊，或稱三個「維度」（面向）的考量：
1. 共識性（英語：consensus）：不同人在面對相同刺激時，行為反應是否與觀察對象的行為一樣？
2. 特殊性或区分性（英語：distinctiveness）：观察對象是否对同类其它刺激做出不同的反应？
3. 一贯性或一致性（英語：consistency）：在不同時間點、不同情境中，同一行為人面對同一刺激的反應是否相同？

例如：你看到一間餐廳的老闆（行為人、觀查對象）在罵員工（刺激），你會認為是老闆有問題（內向歸因，行為人的問題。如面對此员工時特別苛刻？或剛好今天心情不好？）？還是此員工有問題（外向歸因，行為人身外的問題。如笨手笨腳，或工作不專注）？還是今天某個客人或店的其他地方有問題（外向歸因，並否定本次觀察到刺激來源的因果關係）？
凯利 (1967, 1972, 1973) 認為：
1. 若：共識性高（大家都會罵此員工），特殊性高（老闆不常罵其他員工），一致性高（老闆常罵此員工，几乎是一见到就骂）→人們傾向於做外向歸因，亦即問題出在刺激（員工）身上。
2. 若：共識性低（除了老闆之外，其他人不怎麼罵此員工），特殊性低（老闆經常罵許多員工），一致性高（老闆經常罵此員工）→人們傾向於做內向歸因，亦即問題出在行為人（老闆）身上。
3. 若：一致性低，則不管共識性及特殊性是高或低→人們難以判斷問題出在行為人（老闆）还是刺激（員工）上，則傾向於做這二者以外的外向歸因。例如：猜測是老闆剛得知失去親人，心情很糟所以發洩在今天第一個犯錯的员工身上，但同時會想，這種事極少發生，所以老闆（行為人）和員工（刺激）都沒問題。

共變模式或三維歸因理論，其實運用的原則跟科學上認定因果關係時的方法一樣，都在觀察某一刺激是否為結果的充分條件和必要條件：觀察同一刺激是否在各種情境下皆能穩定地造成結果（充分條件），以及是否缺少了此刺激時，儘管情境中其他因素不變，結果仍穩定地不發生或減少發生（必要條件）。共變模式理論在此告訴我們的是：每個人，不管科學家或一般人，或多或少都習慣於運用充分、必要條件的邏輯在認識世界、解釋身旁的人事物。
但其他（McArthur, 1972; Wright, Luus & Christie, 1990）針對共變理論的延伸研究得出，在三個維度中，人們較少蒐集與思考「共識性」的證據，也經常不會等到三種維度證據都充足了才做判斷。這告訴我們的是：雖然每個人都有科學觀察和推理的能力，但是一般人，甚至科學家在研究領域之外，經常只看片面的證據就下結論，或者過份看重（同時也是過份輕視）某方面的證據。所以人身為世界觀察者、詮釋者、認識者時，經常犯下「歸因錯誤」（英語：attribution error）。

## 歸因謬誤
常見的歸因謬誤有下列兩種：
- 認知性偏差（cognitive biases）：在自己與他人行為或認知一致程度很高的狀況下，人們容易做情境歸因;相反則易做性格歸因。
- 動機性偏差（motivational biases）：包括為了提升自己的價值感或保護自尊的「自利偏差」，以及個人高估其對外在事件的控制力而易做內在歸因的「高估自控的錯覺」（如過份自責等）。

### 基本歸因謬誤
基本歸因謬誤／基本歸因錯誤（英語：Fundamental Attribution Error）：人在解釋別人的行為原因時，傾向歸因於個人內在特質（一定是他有這樣的人格，才做出這樣的行為），而非外在情境因素（也許是情勢所迫，或這個場所有特殊的潛規則）。

### 自利歸因
自利歸因（Self-serving attributions）
因高估自我因素而低估外在因素的影響力。傾向於做出對自己有利的解釋。(例如：上班遲到是因為路上交通擁擠，但其實每天交通都很擁擠。）

### 歸因理论的补充原则
- 打折扣原则

指人们对于他人行为的归因，可能事先有几种假设，如果其他似乎可能的原因同时出现，那么最初假定的原因就不可全信了，需要打折扣。
- 增强原则

指如果行为发生在有连续性的抑制原因出现的时候，那么一个可能的促进性原因的强度将理解得更高。
- 补偿原则

指内部原因，外部原因，抑制性原因和促进性原因对于结果是互相补偿的。

## 韦纳的归因理论
1. 個人的個性差異和成敗經驗等影響著個人歸因。
2. 個人對前次成就的歸因將會影響到個體對下一次成就行為的期望、情緒和努力程度等。
3. 個人的期望、情緒和努力程度對成就行為有很大的影響。

### 六方面歸因
1. 能力
2. 努力
3. 工作難度
4. 運氣
5. 身心狀況
6. 別人反應

### 歸因的三个構面
1. 控制点：内部、外部
2. 稳定性：稳定、不稳定
3. 可控性：可控、不可控

例如：将失败歸因于外部、不稳定、不可控时，会产生习得性无助感。

## 註腳
1. ↑  Bertram F. Malle F.  (PDF). The MIT Press. 2004  [2017-04-02]. （原始内容 (PDF)存档于2017-04-03）.
2. ↑  Aronson, Wilson & Akert (著); 余伯泉 等(譯). . . 新北市: 揚智文化. 2011: 頁142–144. ISBN 978-986-298-003-3.